# Samsung Galaxy Folder
Das Samsung Galaxy Folder ist ein Smartphone, das 2015 exklusiv für den koreanischen Markt veröffentlicht wurde. Das Telefon gilt als ungewöhnlich, da es sowohl ein Smartphone als auch ein Klapphandy ist.